# Джавахишвили, Александр Николаевич
Александр Николаевич Джавахишвили (груз. ალექსანდრე ნიკოლოზის ძე ჯავახიშვილი; 5 (17) августа 1875, Гори ― 22 января 1973, Тбилиси) — выдающийся грузинский географ и антрополог. Доктор географических наук (1937), профессор (1920). академик Академии наук Грузинской ССР (1944). Заместитель президента Географического общества СССР (1924—1940). Заслуженный учёный Грузии (1941). Президент Географического общества Грузии (1940—1970).

## Биография
В 1900 году окончил физико-математический факультет Московского университета (отделение природоведения), получив диплом первой степени, был оставлен в университете для подготовки к профессорскому званию. Еще в 1889 году он работал лаборантом по неорганической химии, которой увлекался в те годы.
До 1917 года он разрабатывает в ту пору малоизвестные и спорные многие вопросы современного населения Кавказа.
В 1899—1917 гг. работал там же и в других московских вузах. Академик А. Н. Джавахишвили был учеником Дмитрия Николаевича Анучина (1843—1923).
А. Н. Джавахишвили является основоположником географической науки в Грузии и создателем географической школы.
Особенно надо отметить те национальные кадры, которые он создал в начале XX века.

## География
А. Н. Джавахишвили обширно осветил не одну отрасль географической науки — геоморфология, ландшафтоведение, климатология, гидрология, океанология и т. д. А. Н. Джавахишвили обширно и масштабно исследовал кардинальные географические вопросы, что имело огромнейшее значение в бывшем СССР.
В научной деятельности А. Н. Джавахишвили центральное место занимает — геоморфология. В 1926 году он публикует свою первую монографию по данной проблеме — География Грузии. том 1. Геоморфология. В ней автор обобщил богатейший фактический материал.
В 1947 г. выходит в свет вторая геоморфологическая монография, в которой автор впервые установил типы рельефа
и регионы их географического распространение на территории Грузии. Этот капитальный труд и ныне является настольной книгой каждого географа, занимающегося географическим исследованием Грузии.
В научно-исследовательской деятельности А. Н. Джавахишвили заслуживают большое внимание его картографические работы, которые создавались ученым параллельно с геоморфологическими исследованиями и с установлением закономерностей распространения расселения население на территории Грузии.
Трудно переоценить роль А. Н. Джавахишвили в области развития картографии Грузинской ССР. По инициативе А. Н. Джавахишвили на геолого-географическом факультете Тбилисского университета была создана картографическая специальность, которая обеспечивала молодыми кадрами научные учреждения. Среди естествоиспытателей много таких ученых, которые прогресс науки видят в дифференциации и обособлении отдельных наук.
К числу таких ученых относятся и немало географов. Однако, благодаря А. Н. Джавахишвили и его теоретическим и прогрессивным взглядам, география в Грузии развивалась и по отдельным наукам, входящим в общую географическую науку, и путём их интеграции. Поэтому не случайно, что он содействовал развитию такой синтезирующей отрасли географии, как ландшафтоведение.
По мнению А. Н. Джавахишвили в будущем ландшафтоведение должно занять такое же прочное положение как в физической географии, так и в экономической географии.
А. Н. Джавахишвили также исследовал население Грузии и Кавказа. Интенсивно работал над проблемами экономической географии. Он внес большой вклад в развитие медицинской и военной географии.
В последние годы жизни Александра Николаевича была осуществлена его последняя мечта — создать национальный географический атлас Грузии. И в Институте географии имени Вахушти был создан этот атлас на грузинском и русском языках. За этот научный подвиг А. Н. Джавахишвили, его учёный преемник Ф. Ф. Давитая и другие были удостоены государственной премией Грузинской ССР.
В созданном им Институте географии имени Вахушти Багратиони работала плеяда всемирных грузинских географов — Леван Иосифович Маруашвили, Феофан Фарнаевич Давитая, Зураб Константинович Таташидзе, Давид Бахвович Уклеба, Всеволод Павлович Зенкович, Вахтанг Шалвович Джаошвили, Шалва Якинтович Кипиани и другие.

## Антропология
А. Н. Джавахишвили является одним из основоположников антропологии Грузии. О научных достоинствах антропологических трудов свидетельствует и тот факт, что его две монографии были удостоены высшей награды Общества любителей естествознания, антропологии и этнографии медалями имени профессора Расцветова (1906 и 1912 гг.). Эти книги расценивались и расцениваются ныне как ценный вклад в изучении антропологии Кавказа.
В этих трудах А. Н. Джавахишвили утверждает, что грузины Картли, Кахети, Мтиулети, Имеретии, Рачи, Гурии и Мегрелии по антропологическим признакам представляют единую расу, мало чем отличающуюся друг от друга и что грузины принадлежат автохтонному населению Кавказа.
В этом же периоде А. Н. Джавахишвили разрабатывает такой важный вопрос антропологии, каким является долихоцефалия среди грузин. Исключительный интерес представляют работы А. Н. Джавахишвили о кавказских евреях.

## Увековечивание памяти
В честь Александра Николаевича Джавахишвили названа одна из вершин Кавкасиони; его имя носит Географическое общество Грузии, в честь ученого названа одна из улиц Тбилиси, утверждена премия имени Александра Джавахишвили.

## Награды
А. Н. Джавахишвили был награждён орденом Ленина, двумя орденами Трудового Красного Знамени, а также медалью «За доблестный труд в Великой Отечественной войне в 1941—1945 гг.», нагрудным значком «Отличник народного образования».